# Dolly Parton
Dolly Rebecca Parton (n. 19 ianuarie 1946, Pittman Center⁠(d), Tennessee, SUA) este o cântăreață, multi-instrumentistă, actriță, autoare, femeie de afaceri și filantroapă americană. Munca sa artistică cea mai cunoscută a fost în domeniul muzicii country.

## Biografie

### Anii timpurii
Parton s-a născut într-o zonă rurală a comitatului Sevier, statul Tennessee, ca cel de-al patrulea copil al lui Robert Lee Parton, un fermier care cultiva tutun, și a soției sale, Avie Lee (născută Owens). Parton descria mai târziu starea familiei sale ca fiind "săraci lipiți pământului." Plata doctorului pentru nașterea viitoarei vedete fusese de un sac de fulgi de ovăz. 
În primele sale cântece, muziciana a descris sărăcia lucie a familiei sale. Câteva dintre aceste melodii sunt "Coat of Many Colors" și "In the Good Old Days (When Times Were Bad)". Familia locuia departe de orice așezare umană, într-o cabană, având doar o singură încăpere, la nord de Greenbrier Valley din lanțul montan Great Smoky Mountains, o zonă predominant penticostală.
Muzica a jucat un rol însemnat în viața sa întrucât unul din bunicii săi a fost preot penticostal (așa numit "a holy-roller" preacher).  Multe din primele sale preformanțe au fost în biserică, împreună cu familia sa. Frații și surorile sale sunt, Willadeene (născută în 1940), David (născut în 1942), Coy Denver (născut în 1943), Bobby Lee (născut în 1948), Stella (născută în 1949), Cassie (născută în 1951), Randel (născut în 1953), Larry Gerald (născut în 1 iulie 1955 – decedat în 6 iulie 1955), Floyd și Freida (gemeni, născuți în 1957) și Rachel (născută în 1959).

## Carieră

### Film și televiziune
- 1980 De la 9 la 5 (Nine to Five), regia Colin Higgins

## Discografie
- Hello, I'm Dolly (1967)
- Just Between You and Me (1968)
- Just Because I'm a Woman (1968)
- Just the Two of Us (1968)
- In the Good Old Days (When Times Were Bad) (1969)
- Always, Always (1969)
- My Blue Ridge Mountain Boy (1969)
- The Fairest of Them All (1970)
- Porter Wayne and Dolly Rebecca (1970)
- Once More (1970)
- Two of a Kind (1971)
- The Golden Streets of Glory (1971)
- Joshua (1971)
- Coat of Many Colors (1971)
- The Right Combination Burning the Midnight Oil (1972)
- Touch Your Woman (1972)
- Together Always (1972)
- My Favorite Songwriter, Porter Wagoner (1972)
- We Found It (1973)
- My Tennessee Mountain Home (1973)
- Love and Music (1973)
- Bubbling Over (1973)
- Jolene (1974)
- Porter 'n' Dolly (1974)
- Love Is Like a Butterfly (1974)
- The Bargain Store (1975)
- Say Forever You'll Be Mine (1975)
- Dolly (1975)
- All I Can Do (1976)
- New Harvest...First Gathering (1977)
- Here You Come Again (1977)
- Heartbreaker (1978)
- Great Balls of Fire (1979)
- Dolly, Dolly, Dolly (1980)
- Porter & Dolly (1980)
- 9 to 5 and Odd Jobs (1980)
- Heartbreak Express (1982)
- Burlap & Satin (1983)
- The Great Pretender (1984)
- Once Upon a Christmas (cu Kenny Rogers) (1984)
- Real Love (1985)
- Trio (cu Emmylou Harris și Linda Ronstadt) (1987)
- Rainbow (1987)
- White Limozeen (1989)
- Home for Christmas (1990)
- Eagle When She Flies (1991)
- Slow Dancing with the Moon (1993)
- Honky Tonk Angels (1993)
- Something Special (1995)
- Treasures (1996)
- Hungry Again (1998)
- Trio II (1999)
- Precious Memories (1999)
- The Grass Is Blue (1999)
- Little Sparrow (2001)
- Halos & Horns (2002)
- For God and Country (2003)
- Those Were the Days (2005)
- Backwoods Barbie (2008)
- Better Day (2011)
- Blue Smoke (2014)
- Pure & Simple (2016)
- I Believe in You (2017)
- A Holly Dolly Christmas (2020)

## Galerie

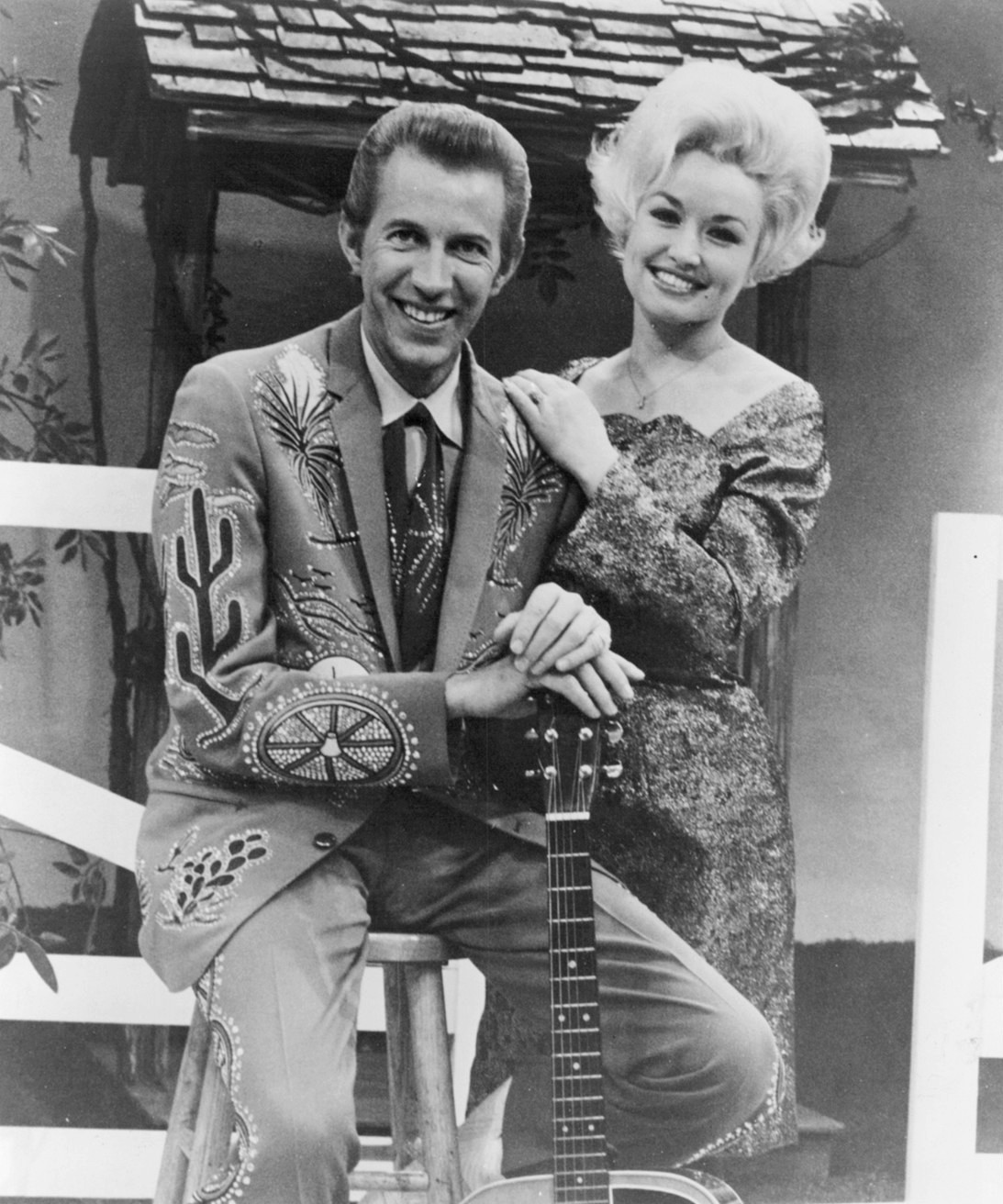
Porter Wagoner și Dolly Parton în 1969
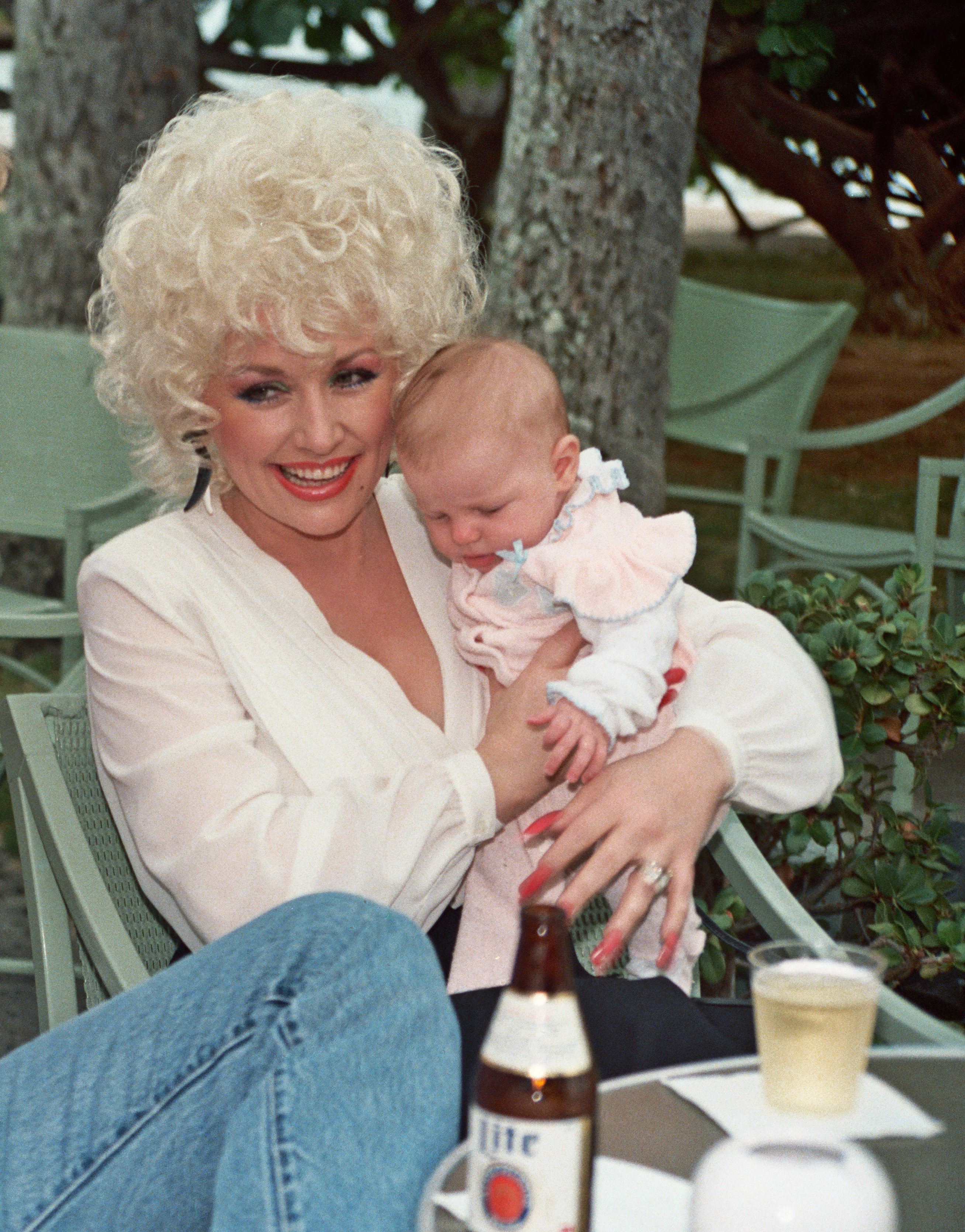
Dolly Parton în Honolulu, 1983
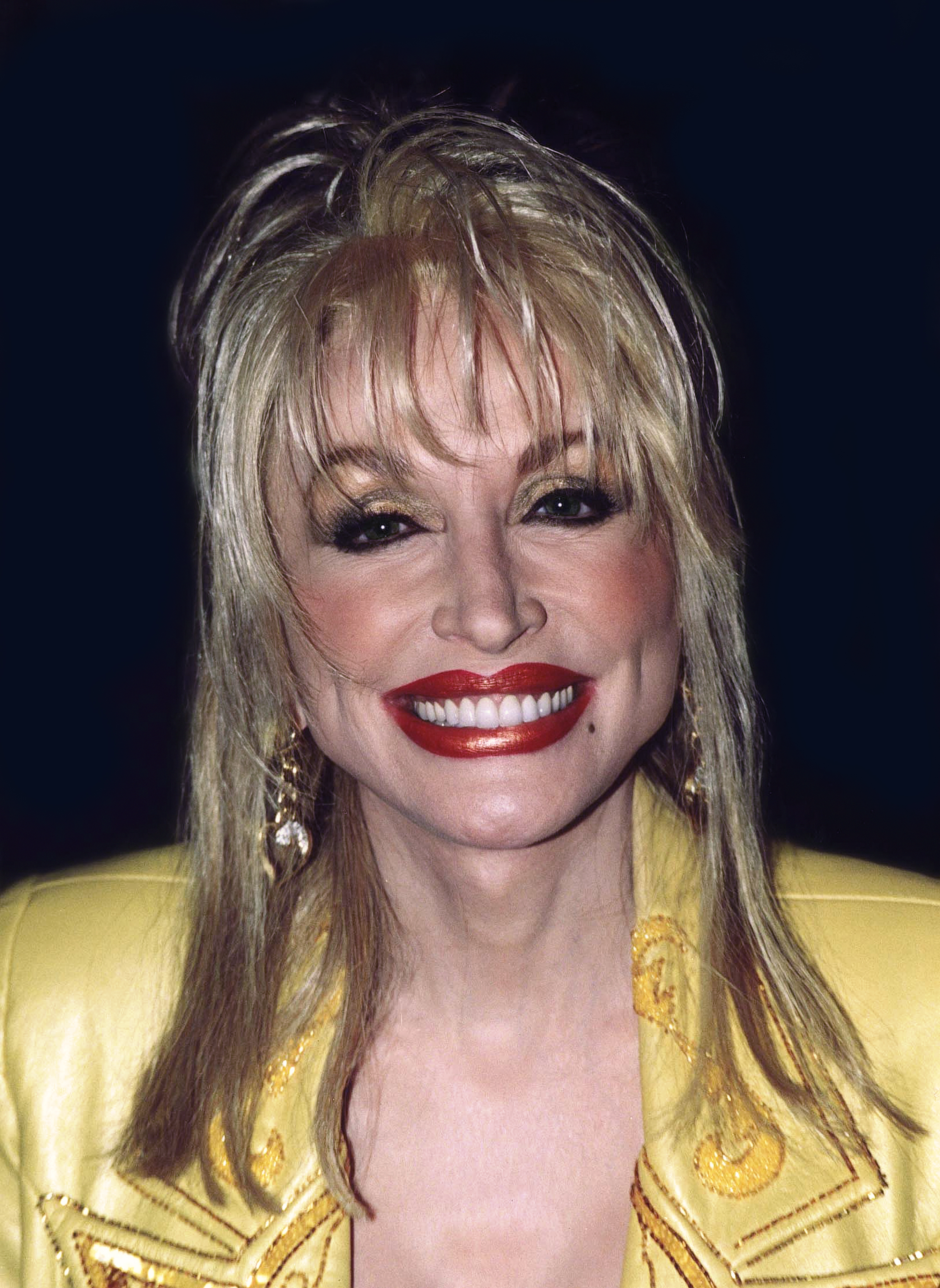
Dolly Parton în 2000
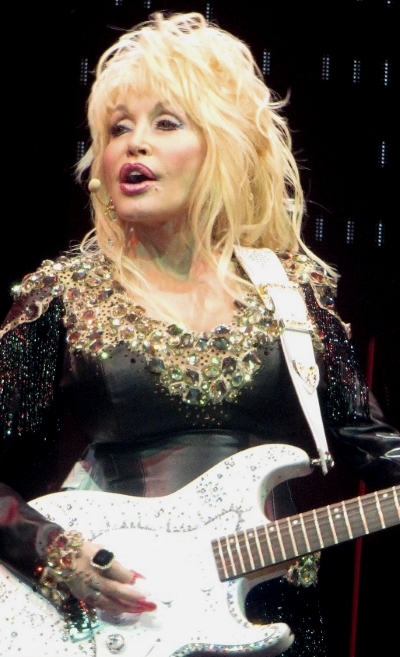
Dolly Parton concertând în Köln, 2014
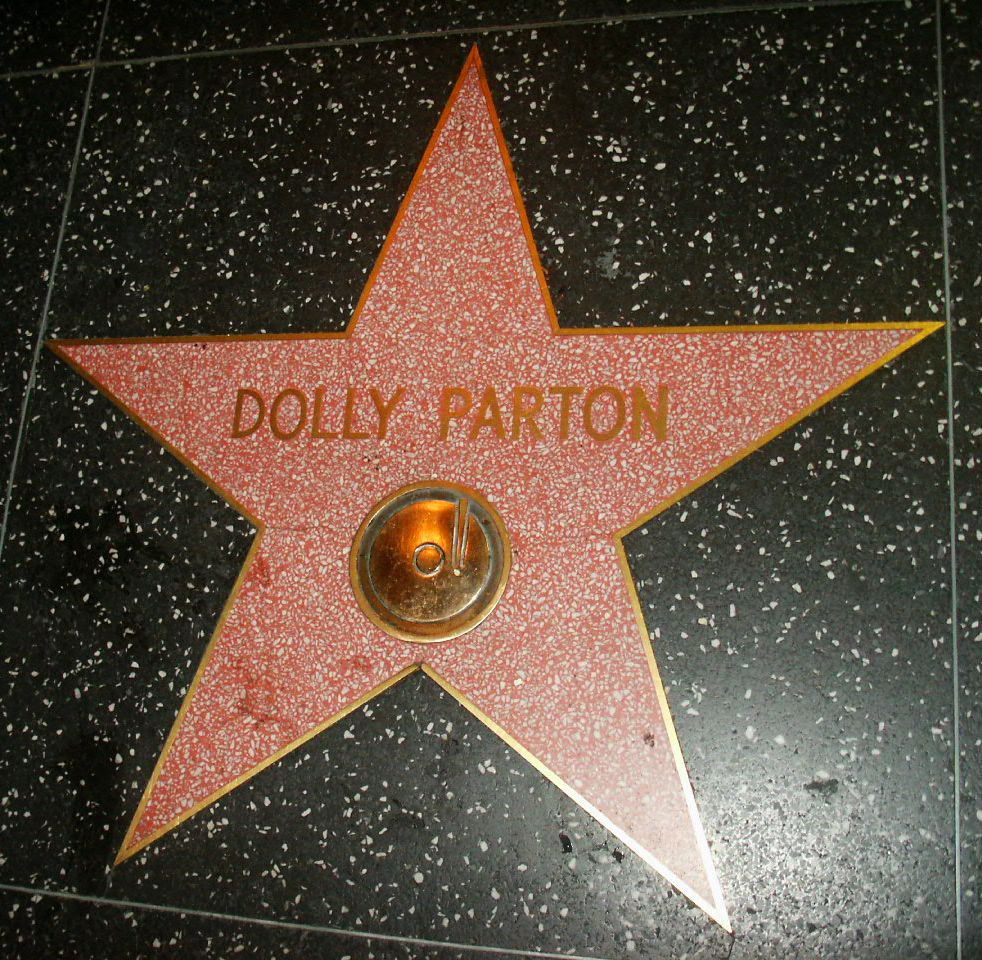
Steaua lui Dolly Parton de pe Hollywood Walk of Fame